# Anemone palmata
Anemone palmata (anemone vem do grego ánemos e palmata é referente à forma das suas folhas palmadas) é uma espécie de planta com flor pertencente à família biológica Ranunculaceae e cujos nomes comuns são Anémola, Anémona-do-Tejo, Anémona-dos-jardins, Campanilha, Flor-de-Páscoa, Flor-de-vento e Pulsatilha.
A autoridade científica da espécie é L., tendo sido publicada em Species Plantarum 1: 538. 1753.
De referir que existem populações com indivíduos de flor amarela e flor branca.

## Portugal
Trata-se de uma espécie nativa da região mediterrânica ocidental do qual o território português continental faz parte. É possível encontrar esta espécie com alguma facilidade na zona Centro Litoral, Oeste, Baixo Alentejo Litoral e Algarve, em clareiras de matos e orlas de bosques.

## Protecção
Não se encontra protegida por legislação portuguesa ou da Comunidade Europeia.